# Bramante (krater)
Bramante är en nedslagskrater på planeten Merkurius, med en diameter på ungefär 156 kilometer.
Den är uppkallad efter den italienske arkitekten Donato Bramante.